# Абелова
Абелова (словац. Ábelová) — село, громада округу Лученець, Банськобистрицький край, центральна Словаччина, регіон Новоград. Кадастрова площа громади — 52,17 км². Протікають потоки Мадачка і Любореч.
Населення 213 осіб (станом на 31 грудня 2024 року).

## Історія
Абелова згадується в 1275 році.

## Населення
| Рік:            | 1994. | 2004.    | 2014.   | 2024.   |
| --------------- | ----- | -------- | ------- | ------- |
| Кількість осіб: | 300   | 248      | 232     | 213     |
| Різниця:        |       | -17,33 % | -6,45 % | -8,18 % |

| Рік:            | 2023. | 2024.   |
| --------------- | ----- | ------- |
| Кількість осіб: | 217   | 213     |
| Різниця:        |       | -1,84 % |